# سفارة أذربيجان في جورجيا
سفارة أذربيجان في جورجيا هي أرفع تمثيل دبلوماسي لدولة أذربيجان لدى جورجيا. تقع السفارة في وهي تهدف لتعزيز المصالح الأذربيجانية في جورجيا.

## وصلات خارجية
- قائمة سفارات أذربيجان
- قائمة السفارات في جورجيا